# Trương Mỹ Hoa
Trương Mỹ Hoa (Tiền Giang, 8 mei 1945) is een Vietnamees politicus. Van 12 augustus 2002 tot 25 juli 2007 was zij vicepresident van Vietnam.